# Lomflytjärnen
Lomflytjärnen är en sjö i Nora kommun i Västmanland och ingår i Göta älvs huvudavrinningsområde.